# John Lelangue
John Lelangue (28 oktober 1970) is een Belgisch ploegleider.  Eerder werkte Lelangue onder meer bij het BOIC, Amaury Sport Organisation (de organisator van de Ronde van Frankrijk) en enkele jaren als manager bij Phonak. Deze ploeg rondom Floyd Landis werd na de Tour de France van 2006 ontbonden. Het jaar daarop was Lelangue co-commentator bij uitzendingen van wielerwedstrijden op de Franstalige Belgische televisie RTBf. Daarna was Lelangue werkzaam is bij het BMC Racing Team, een Amerikaanse World Tour-wielerploeg. Van 2019 tot 2022 was hij algemeen manager bij Lotto Soudal.
Lelangue is de zoon van ex-wielrenner Robert Lelangue.